# Sportverein Chio Waldhof 07 1977-1978
Questa voce raccoglie le informazioni riguardanti lo Sportverein Chio Waldhof 07 nelle competizioni ufficiali della stagione 1977-1978.

## Stagione
Nella stagione 1977-1978 il Chio Waldhof Mannheim, allenato da Antun Rudinski e Slobodan Čendić, concluse il campionato di 2. Bundesliga al 8º posto. In Coppa di Germania il Chio Waldhof Mannheim fu eliminato al secondo turno dal Hertha Berlino.

## Rosa
| N. |                     | Ruolo | Calciatore           |
| -- | ------------------- | ----- | -------------------- |
|    | Germania (bandiera) | P     | Paul Behres          |
|    | Germania (bandiera) | P     | Walter Pradt         |
|    | Germania (bandiera) | D     | Oskar Bauer          |
|    | Germania (bandiera) | D     | Wolfgang Birkenmeier |
|    | Germania (bandiera) | D     | Peter Faller         |
|    | Germania (bandiera) | D     | Günter Hester        |
|    | Germania (bandiera) | D     | Stefan Knapp         |
|    | Germania (bandiera) | D     | Günter Sebert        |
|    | Germania (bandiera) | D     | Paul Steiner         |
|    | Germania (bandiera) | C     | Wolfgang Böhni       |

| N. |                     | Ruolo | Calciatore       |
| -- | ------------------- | ----- | ---------------- |
|    | Serbia (bandiera)   | C     | Zlatan Cajkovski |
|    | Germania (bandiera) | C     | Jürgen Fischer   |
|    | Germania (bandiera) | C     | Reiner Hollich   |
|    | Serbia (bandiera)   | C     | Stevan Kovačević |
|    | Germania (bandiera) | C     | Walter Lachmann  |
|    | Germania (bandiera) | C     | Peter Schneider  |
|    | Germania (bandiera) | C     | Michael Schüßler |
|    | Germania (bandiera) | A     | Karl-Heinz Harm  |
|    | Germania (bandiera) | A     | Werner Nickel    |
|    | Germania (bandiera) | A     | Roland Vogel     |

## Organigramma societario
Area tecnica
- Allenatore: Slobodan Čendić
- Allenatore in seconda:
- Preparatore dei portieri:
- Preparatori atletici:

## Calciomercato

### Sessione estiva
| Acquisti | Acquisti         | Acquisti                | Acquisti |
| R.       | Nome             | da                      | Modalità |
| -------- | ---------------- | ----------------------- | -------- |
| C        | Zlatan Cajkovski | Kickers Offenbach       |          |
| C        | Stevan Kovačević | Proleter Zrenjanin      |          |
| A        | Werner Nickel    | Eintracht Bad Kreuznach |          |

| Cessioni | Cessioni           | Cessioni                | Cessioni |
| R.       | Nome               | a                       | Modalità |
| -------- | ------------------ | ----------------------- | -------- |
| A        | Reinhold Gölz      | Weinheim                |          |
| C        | Werner Heck        | Saarbrücken             |          |
| A        | Bernhard Heldt     | Rot-Weiß Lüdenscheid    |          |
| C        | Karl-Heinz Mießmer | Freiburger              |          |
| A        | Willi Ritz         | SV Südwest Ludwigshafen |          |

### Sessione invernale
| Acquisti | Acquisti | Acquisti | Acquisti |
| R.       | Nome     | da       | Modalità |
| -------- | -------- | -------- | -------- |

| Cessioni | Cessioni | Cessioni | Cessioni |
| R.       | Nome     | a        | Modalità |
| -------- | -------- | -------- | -------- |

## Risultati

### 2. Bundesliga

#### Girone di andata
| Arbitro: | Tritschler |

|                                                   |           |  |
| Harm 19’, 40’, 64’ Böhni 28’ Vogel 69’ Nickel 84’ | Marcatori |  |

| Arbitro: | Dölfel |

|                                      |           |            |
| Bitz 5’ Blechschmidt 36’ (rig.), 58’ | Marcatori | 24’ Nickel |

| Arbitro: | Correll |

|                             |           |  |
| Sebert 40’ (rig.) Bauer 56’ | Marcatori |  |

| Arbitro: | Walz |

|  |           |                                            |
|  | Marcatori | 14’, 28’ Cajkovski 34’, 78’ Vogel 55’ Harm |

| Arbitro: | Dreher |

|                        |           |                          |
| Steiner 67’ Hester 76’ | Marcatori | 5’ Allgöwer 38’ Dollmann |

| Arbitro: | Ferro |

|                                               |           |                      |
| Leiendecker 34’ von Au 55’ Histing 86’ (rig.) | Marcatori | 14’ Vogel 85’ Sebert |

| Arbitro: | Niebergall |

|           |           |                       |
| Knapp 38’ | Marcatori | 45’ Größler 68’ Brand |

| Bürstadt 18 settembre 1977 8ª giornata | VfR Bürstadt | 0 – 0 referto | Chio Waldhof Mannheim | Robert-Kölsch-Stadion (10 000 spett.)\| Arbitro: \| Joos \| |
| Arbitro:                               | Joos         |               |                       |                                                             |

| Mannheim 24 settembre 1977 9ª giornata | Chio Waldhof Mannheim | 0 – 0 referto | Fürth | Stadion am Alsenweg (4 000 spett.)\| Arbitro: \| Hellwig \| |
| Arbitro:                               | Hellwig               |               |       |                                                             |

| Arbitro: | Ross |

|                     |           |            |
| Derigs 6’ Bente 45’ | Marcatori | 48’ Nickel |

| Arbitro: | Boos |

|            |           |            |
| Nickel 41’ | Marcatori | 88’ Kejwal |

| Arbitro: | Walz |

|  |           |                                        |
|  | Marcatori | 18’ Schneider 72’, 81’ Vogel 89’ Böhni |

| Arbitro: | Engel |

|                                              |           |                                   |
| Steiner 4’, 76’ Nickel 84’ (rig.) Sebert 89’ | Marcatori | 33’, 54’, 72’ Beichle 37’ Aumeier |

| Arbitro: | Klauser |

|                                     |           |                      |
| Schwickert 3’ Bartel 11’ Gruler 82’ | Marcatori | 63’ Böhni 73’ Hester |

| Arbitro: | Kuhn |

|                                                   |           |  |
| Lachmann 18’, 58’ Nickel 20’ Steiner 28’ Harm 78’ | Marcatori |  |

| Arbitro: | Walther |

|                  |           |            |
| Knapp 20’ (aut.) | Marcatori | 82’ Nickel |

| Arbitro: | Linn |

|                                  |           |                |
| Lachmann 39’ Vogel 53’ Böhni 59’ | Marcatori | 37’, 61’ Michl |

| Arbitro: | Biwersi |

|                      |           |                     |
| Lachmann 4’ Harm 48’ | Marcatori | 78’ (rig.) Weyerich |

| Arbitro: | Fleischer |

|                        |           |           |
| Günther 17’ Berger 68’ | Marcatori | 63’ Böhni |

#### Girone di ritorno
| Arbitro: | Linn |

|                  |           |            |
| Sterz 19’ (rig.) | Marcatori | 56’ Sebert |

| Arbitro: | Möckel |

|                                             |           |                                     |
| Lachmann 24’ Steiner 32’ Kovačević 45’, 58’ | Marcatori | 23’ Walz 33’ Paulus 53’ (rig.) Berg |

| Arbitro: | Treib |

|  |           |               |
|  | Marcatori | 80’ Kovačević |

| Arbitro: | Regneri |

|                                                |           |                                     |
| Kovačević 10’ Harm 16’ Nickel 20’ Lachmann 82’ | Marcatori | 45’ Koberstein 88’ (rig.) Weinkauff |

| Arbitro: | Frickel |

|              |           |          |
| Stichler 76’ | Marcatori | 64’ Harm |

| Arbitro: | Fleischer |

|                     |           |                 |
| Nickel 8’, 71’, 86’ | Marcatori | 25’ Bauerkämper |

| Arbitro: | Boos |

|                         |           |                  |
| Breuer 23’ Sommerer 78’ | Marcatori | 6’, 75’ Lachmann |

| Arbitro: | Niebergall |

|                                      |           |  |
| Harm 18’, 87’ Böhni 67’ Lachmann 76’ | Marcatori |  |

| Arbitro: | Brückner |

|                                   |           |               |
| Heinlein 2’ (rig.), 44’ Geyer 75’ | Marcatori | 38’ Schneider |

| Arbitro: | Drescher |

|                          |           |  |
| Nickel 19’, 46’ Harm 55’ | Marcatori |  |

| Arbitro: | Binninger |

|                            |           |          |
| Oppmann 44’ Dottorello 84’ | Marcatori | 23’ Harm |

| Mannheim 1º aprile 1978 31ª giornata | Chio Waldhof Mannheim | 0 – 0 referto | Darmstadt | Stadion am Alsenweg (13 000 spett.)\| Arbitro: \| Klauser \| |
| Arbitro:                             | Klauser               |               |           |                                                              |

| Arbitro: | Regneri |

|  |           |           |
|  | Marcatori | 42’ Knapp |

| Arbitro: | Ulm |

|  |           |                                       |
|  | Marcatori | 47’ (rig.) Schwickert 90’ Ehrmantraut |

| Arbitro: | Dahler |

|                             |           |                       |
| Deterding 56’ Grawunder 85’ | Marcatori | 27’ Steiner 71’ Vogel |

| Arbitro: | Glaw |

|           |           |                          |
| Vogel 71’ | Marcatori | 52’ Poulsen 72’ Seelmann |

| Arbitro: | Dreher |

|            |           |              |
| Beller 44’ | Marcatori | 69’ Lachmann |

| Arbitro: | Aldinger |

|            |           |                               |
| Sommer 19’ | Marcatori | 9’ Vogel 16’ Sebert 63’ Knapp |

| Arbitro: | Ross |

|  |           |             |
|  | Marcatori | 42’ Trenkel |

### Coppa di Germania
| Arbitro: | Meuser |

| |           |  |
| Harm 10’, 12’, 25’, 75’ Hester 18’, 24’, 79’ (rig.) Böhni 19’ Sebert 33’, 69’ (rig.) Schneider 43’ (rig.) Nickel 59’ | Marcatori |  |

| Arbitro: | Engel |

|               |           |                              |
| Cajkovski 75’ | Marcatori | 32’ Weiner 60’, 76’ Kliemann |

## Statistiche

### Statistiche di squadra
| Competizione      | Punti | In casa | In casa | In casa | In casa | In casa | In casa | In trasferta | In trasferta | In trasferta | In trasferta | In trasferta | In trasferta | Totale | Totale | Totale | Totale | Totale | Totale | DR  |
| Competizione      | Punti | G       | V       | N       | P       | Gf      | Gs      | G            | V            | N            | P            | Gf           | Gs           | G      | V      | N      | P      | Gf     | Gs     | DR  |
| ----------------- | ----- | ------- | ------- | ------- | ------- | ------- | ------- | ------------ | ------------ | ------------ | ------------ | ------------ | ------------ | ------ | ------ | ------ | ------ | ------ | ------ | --- |
| 2. Bundesliga     | 42    | 19      | 10      | 5       | 4       | 45      | 23      | 19           | 5            | 7            | 7            | 31           | 27           | 38     | 15     | 12     | 11     | 76     | 50     | +26 |
| Coppa di Germania | -     | 2       | 1       | 0       | 1       | 13      | 3       | 0            | 0            | 0            | 0            | 0            | 0            | 2      | 1      | 0      | 1      | 13     | 3      | +10 |
| Totale            | 42    | 21      | 11      | 5       | 5       | 58      | 26      | 19           | 5            | 7            | 7            | 31           | 27           | 40     | 16     | 12     | 12     | 89     | 53     | +36 |

### Andamento in campionato
| Giornata  | 1 | 2 | 3 | 4 | 5 | 6 | 7  | 8  | 9  | 10 | 11 | 12 | 13 | 14 | 15 | 16 | 17 | 18 | 19 | 20 | 21 | 22 | 23 | 24 | 25 | 26 | 27 | 28 | 29 | 30 | 31 | 32 | 33 | 34 | 35 | 36 | 37 | 38 |
| --------- | - | - | - | - | - | - | -- | -- | -- | -- | -- | -- | -- | -- | -- | -- | -- | -- | -- | -- | -- | -- | -- | -- | -- | -- | -- | -- | -- | -- | -- | -- | -- | -- | -- | -- | -- | -- |
| Luogo     | C | T | C | T | C | T | C  | T  | C  | T  | C  | T  | C  | T  | C  | T  | C  | C  | T  | T  | C  | T  | C  | T  | C  | T  | C  | T  | C  | T  | C  | T  | C  | T  | C  | T  | T  | C  |
| Risultato | V | P | V | V | N | P | P  | N  | N  | P  | N  | V  | N  | P  | V  | N  | V  | V  | P  | N  | V  | V  | V  | N  | V  | N  | V  | P  | V  | P  | N  | V  | P  | N  | P  | N  | V  | P  |
| Posizione | 1 | 7 | 6 | 3 | 5 | 8 | 10 | 12 | 11 | 13 | 13 | 10 | 9  | 11 | 11 | 10 | 9  | 8  | 9  | 9  | 9  | 9  | 7  | 6  | 5  | 5  | 5  | 6  | 6  | 7  | 7  | 7  | 7  | 8  | 8  | 8  | 8  | 8  |

Legenda:

Luogo: C = Casa; T = Trasferta. Risultato: V = Vittoria; N = Pareggio; P = Sconfitta.

### Statistiche dei giocatori
| Giocatore      | 2. Bundesliga | 2. Bundesliga | 2. Bundesliga | 2. Bundesliga | Coppa di Germania | Coppa di Germania | Coppa di Germania | Coppa di Germania | Totale   | Totale | Totale      | Totale     |
| Giocatore      | Presenze      | Reti          | Ammonizioni   | Espulsioni    | Presenze          | Reti              | Ammonizioni       | Espulsioni        | Presenze | Reti   | Ammonizioni | Espulsioni |
| -------------- | ------------- | ------------- | ------------- | ------------- | ----------------- | ----------------- | ----------------- | ----------------- | -------- | ------ | ----------- | ---------- |
| O. Bauer       | 37            | 1             | 2             | 0             | 2                 | 0                 | 0                 | 0                 | 39       | 1      | 2           | 0          |
| P. Behres      | 6             | 0             | 0             | 0             | 2                 | 0                 | 0                 | 0                 | 8        | 0      | 0           | 0          |
| W. Birkenmeier | 0             | 0             | 0             | 0             | 0                 | 0                 | 0                 | 0                 | 0        | 0      | 0           | 0          |
| W. Böhni       | 38            | 6             | 6             | 0             | 2                 | 1                 | 0                 | 0                 | 40       | 7      | 6           | 0          |
| Z. Cajkovski   | 14            | 2             | 0             | 0             | 2                 | 1                 | 0                 | 0                 | 16       | 3      | 0           | 0          |
| P. Faller      | 0             | 0             | 0             | 0             | 1                 | 0                 | 0                 | 0                 | 1        | 0      | 0           | 0          |
| J. Fischer     | 0             | 0             | 0             | 0             | 0                 | 0                 | 0                 | 0                 | 0        | 0      | 0           | 0          |
| K. Harm        | 36            | 12            | 10            | 0             | 2                 | 4                 | 0                 | 0                 | 38       | 16     | 10          | 0          |
| G. Hester      | 15            | 2             | 0             | 0             | 1                 | 3                 | 0                 | 0                 | 16       | 5      | 0           | 0          |
| R. Hollich     | 8             | 0             | 0             | 0             | 1                 | 0                 | 0                 | 0                 | 9        | 0      | 0           | 0          |
| S. Knapp       | 19            | 3             | 1             | 0             | 1                 | 0                 | 0                 | 0                 | 20       | 3      | 1           | 0          |
| S. Kovačević   | 17            | 4             | 2             | 1             | 0                 | 0                 | 0                 | 0                 | 17       | 4      | 2           | 1          |
| W. Lachmann    | 26            | 10            | 1             | 0             | 0                 | 0                 | 0                 | 0                 | 26       | 10     | 1           | 0          |
| W. Nickel      | 38            | 13            | 3             | 0             | 2                 | 1                 | 0                 | 0                 | 40       | 14     | 3           | 0          |
| W. Pradt       | 32            | 0             | 0             | 0             | 0                 | 0                 | 0                 | 0                 | 32       | 0      | 0           | 0          |
| P. Schneider   | 31            | 2             | 0             | 0             | 1                 | 1                 | 0                 | 0                 | 32       | 3      | 0           | 0          |
| M. Schüßler    | 37            | 0             | 4             | 0             | 2                 | 0                 | 0                 | 0                 | 39       | 0      | 4           | 0          |
| G. Sebert      | 38            | 5             | 5             | 0             | 2                 | 2                 | 0                 | 0                 | 40       | 7      | 5           | 0          |
| P. Steiner     | 37            | 6             | 2             | 0             | 2                 | 0                 | 0                 | 0                 | 39       | 6      | 2           | 0          |
| R. Vogel       | 34            | 10            | 2             | 0             | 1                 | 0                 | 0                 | 0                 | 35       | 10     | 2           | 0          |